# 웨칭시

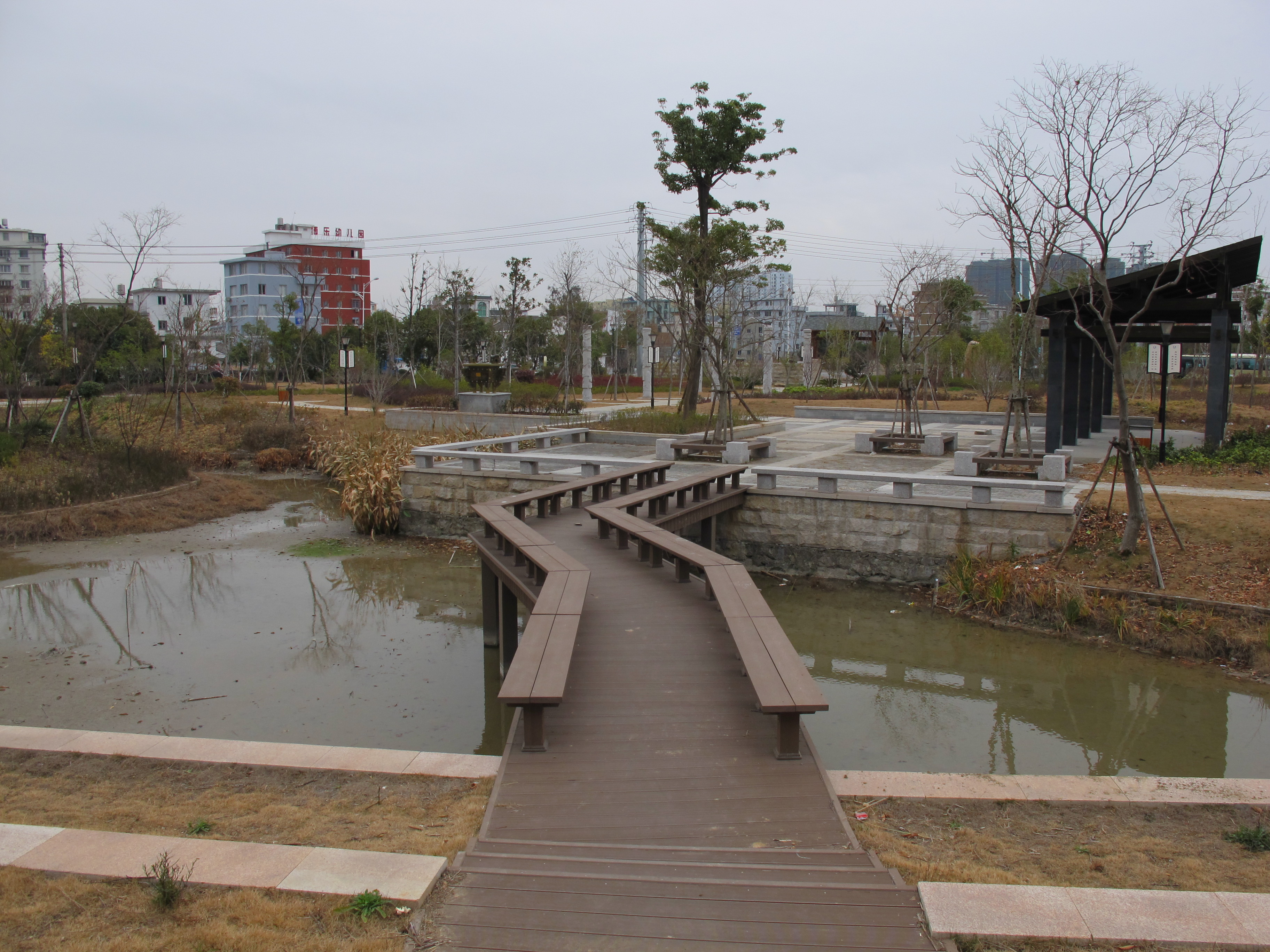

웨칭시(한국어: 악청시, 중국어: 乐清市, 병음: Yuèqīng Shì)는 중화인민공화국 저장성 원저우시의 현급 행정구역이다. 넓이는 1174km2이고, 인구는 2007년 기준으로 1,200,000명이다.

## 행정 구역
21개 진, 10개 향을 관할한다.
- 진: 樂成鎮, 柳市鎮, 虹橋鎮, 芙蓉鎮, 清江鎮, 雁盪鎮, 湖霧鎮, 大荊鎮, 南嶽鎮, 石帆鎮, 白石鎮, 淡溪鎮, 南塘鎮, 蒲岐鎮, 磐石鎮, 黃華鎮, 翁垟鎮, 象陽鎮, 北白象鎮, 仙溪鎮, 七里港鎮.
- 향: 智仁鄉, 福溪鄉, 鎮安鄉, 雙峰鄉, 嶺底鄉, 雁湖鄉, 龍西鄉, 四都鄉, 天成鄉, 城北鄉.